# Studio 8
Studio 8 es una productora de entretenimiento estadounidense fundada en 2014 por Jeff Robinov, John Graham, Mark Miner y con sede en Culver City. Se especializa en producción de cine y televisión.
Robinov, Gramham y Miner antes de Studio 8 trabajaron en cine y producción, antes de irse para finalmente cofundar la compañía. Comenzando moderadamente en 2016 con Long Halftime Walk de Billy Lynn, los siguientes estrenos teatrales incluyeron West of the West de Brett Sumner, Alpha de Albert Hughes y White Boy Rick de Yann Demange .

## Historia

### 2014: Fundación
Studio 8 fue fundado en 2012 por los veteranos del cine Jeff Robinov, John Graham y Mark Miner. Robinov es un exejecutivo de cine en Warner Bros, Graham fue el productor ejecutivo de Paramount Pictures y director de desarrollo de Screen Gems, y Miner fue el vicepresidente ejecutivo de historia y creatividad en Paramount y analista de estudio en Universal Pictures . 
La compañía comenzó en 2014 con la financiación de Fosun Group y Sony Pictures Entertainment .  La compañía celebró su primer estreno en cines con Billy Lynn's Long Halftime Walk de Ang Lee . Los siguientes estrenos teatrales incluyeron West of the West de Brett Sumner, Alpha de Albert Hughes y White Boy Rick de Yann Demange . 
En diciembre de 2017, se rumoreaba que Fosun vendería su participación en Studio 8, pero solo después de las actuaciones de Alpha y White Boy Rick . 

### 2018: Televisión y proyectos de futuro
En enero de 2018, Studio 8 anunció que iniciaría una división de televisión dirigida por Steve Mosko  y Katherine Pope.  La primera serie es Beacon 23 de Hugh Howey con Zak Penn como escritor y productor. 
Studio 8 producirá la fantasía medieval de Robert Eggers The Knight y la nueva versión de Nosferatu protagonizada por Anya Taylor-Joy . En diciembre de 2015, Studio 8 adquirió la película Thrilla in Manila de Lee con Peter Morgan como escritor y David Oyelowo posiblemente interpretando a Joe Frazier .  En abril de 2016, Studio 8 coproducirá la próxima película de Hughes , The Fury of a Patient Man, junto con The Picture Company .  En julio de 2017, Studio 8 adquirió los derechos del artículo del Daily Beast " La historia posiblemente verdadera del superladrón entrenado para estafar a Al Qaeda ", con George Mastras como guionista.  En julio de 2018, Studio 8 adquirió los derechos cinematográficos de Prophet de Rob Liefeld, para producir películas con Liefeld y Adrian Askarieh como productores. 

## Filmografía
| Año  | Película                                        | Director          | Fecha de lanzamiento     | Taquilla bruta (USD)     |
| ---- | ----------------------------------------------- | ----------------- | ------------------------ | ------------------------ |
| 2016 | Oeste de Occidente                              | Brent Sumner      | 6 de marzo de 2016       | Lanzamiento limitado     |
| 2016 | La larga caminata de medio tiempo de Billy Lynn | Ang Lee           | 11 de noviembre de 2016  | 30,9 millones de dólares |
| 2018 | Alfa                                            | Alberto Hughes    | 17 de agosto de 2018     | 98,2 millones de dólares |
| 2018 | Rick chico blanco                               | Yann Demange      | 14 de septiembre de 2018 | 25,8 millones de dólares |
| 2023 | Aire                                            | Ben Affleck       | 5 de abril de 2023       | 90,1 millones de dólares |
| 2023 | Hipnótico                                       | Roberto Rodríguez | 12 de mayo de 2023       | 2,4 millones de dólares  |